# Amalgám

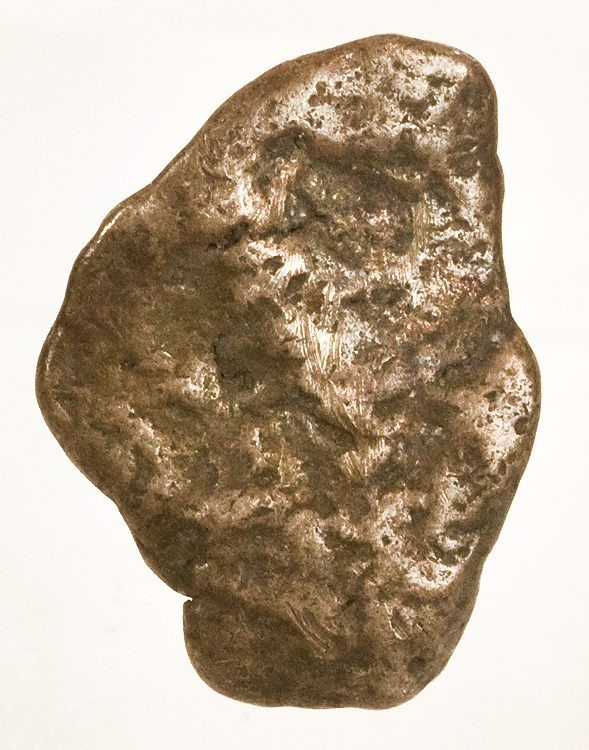
Természetes amalgám: higany és ezüst ötvözete

Az amalgám a higanynak más fémekkel alkotott ötvözete. Mivel a higany szobahőmérsékleten folyadék, ezért valamely fémpornak a higannyal való alapos összekeverésével e fém higannyal alkotott ötvözetét, az amalgámot szobahőmérsékleten is elő lehet állítani.

## Hasznosítása
Két nagy használati területe volt az amalgámnak. Az egyik a fogászatban, a másik a fényképkészítésben.

### Fogászati amalgámok
Mindmáig alkalmazott anyag a fogászati tömés során az amalgám. Higany és ón ötvözetből álló fogtöméseket már az ókori Kínában is alkalmaztak, körülbelül Kr. u. 600 körül. 1818-ban Louis Regnard egy 68 °C olvadáspontú, bizmutot, ólmot, ónt és higanyt tartalmazó amalgámot állított elő, melyet kis darabokban helyeztek a fogüregbe, majd ott egy felforrósított műszerrel olvasztottak egybe. Egy évvel később Charles Bell angol kémikus fedezte fel azt a lehetőséget, hogy ezüstdarabokat higannyal összekeverve alakítható pasztát hozhat létre. Ez a paszta később fémötvözetté keményedett. Ebből a felismerésből fejlődött ki a fogászatban mindmáig használt fogtömési technológia, amelyet a felfedezés után nyolc évvel már használtak fogtömésre. Townsend 1845-ben ezüst–ón amalgámot készített, melynek az optimális összetételét kísérletesen Black állapította meg 1896–ban.
E lassan kétszáz éves fogászati technológiának két előnye van. Egyrészt a kívánt amalgámmennyiség a helyszínen gyorsan elkészíthető keveréssel. Másrészt a mai tömőanyagok közül is az amalgám és a kompozitok felelnek meg leginkább olyan rágófelszíni tömések elkészítésére, amelyek nagy rágóerőknek vannak kitéve. Az elkészült amalgám nem oldódik.
Hátránya viszont az, hogy egy kevés higany a szájüregből mégis bejuthat a szervezetbe, és ott számos hátrányos tünetet okozhat. Az amalgámtömésekből kijutó higany és réz (e két alkotóelem okozhat mérgezéses tüneteket) nem haladja meg a napi táplálkozással egyébként is a szervezetbe kerülő mennyiség felét. És mivel nem eléggé meggyőzőek a kutatási eredmények, hogy az amalgám káros hatást váltana ki a szervezetben, tömőanyagként továbbra is ajánlják.
Ennek ellenére néhány országban már betiltották a használatát (Norvégia, Svédország). A modern anyagok használata révén az amalgámtömés fokozatosan háttérbe szorul a fogászatban.
A legújabb (2012. ősz) kutatások szerint a fogászati amalgám a CPOX4 génvariánssal rendelkező fiúknál idegrendszeri károsodást okozhat.
Az FDI specifikációja szerint a fogászati amalgám összetétele a következő: 50% folyékony higany és 50% fémpor, mely legalább 65% ezüstöt, legfeljebb 29% ónt, legfeljebb 6% rezet, legfeljebb 2% cinket és legfeljebb 3% higanyt tartalmaz. A folyadék és a por összekeverése manapság gépekkel történik.

### Fényképészeti amalgám
Louis Daguerre ezüstözött rézlemezt világított meg, majd azt jódgőzzel kezelte, minek hatására ezüst-jodid látens kép alakult ki, amelyet melegített higanygőz segítségével „hívott elő”. Az ezüst-jodid és a higany egymásra hatásának eredményeként jött létre a lemezen az ezüstamalgám, mely a világos tónusú részleteket mutatta, míg a fémezüst a sötétet. A maradék ezüst-jodidot azután Daguerre eltávolította a lemezről.